# Pierre-Emmanuel Taittinger

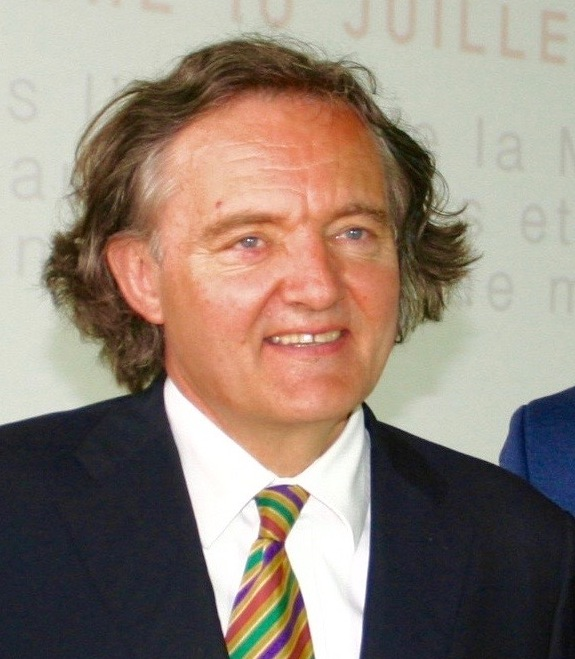
Pierre-Emmanuel Taittinger, 2016

Pierre-Emmanuel Taittinger (* 6. Mai 1953 in Reims) ist ein französischer Unternehmer in der Wein- und Champagner-Herstellung. Er leitete von 2006 bis 2020 das familieneigene Champagnerhaus Taittinger in Reims.

## Leben
Taittinger ist ein Sohn des Politikers Jean Taittinger, der langjähriger Bürgermeister der Stadt Reims und Abgeordneter in der Nationalversammlung war. Sein Großvater Pierre Taittinger hatte 1931 die bereits seit dem 18. Jahrhundert bestehende Champagnerkellerei übernommen, später wurde das Familienunternehmen von seinem Onkel Claude Taittinger geführt.
Taittinger hat ein Diplom in Betriebswirtschaft vom Centre de Perfectionnement aux Affaires de Paris und absolvierte das Centre de Formation aux Affaires de Reims (seit 1998 Reims Management School) der École Supérieure de Commerce en France mit dem Master of Business Administration.
Bereits im Jahre 1976 trat Taittinger in das Familienunternehmen ein. Nach der Übernahme von Geschäftsteilen durch Crédit Agricole und Société du Louvre sowie dem Rückkauf der Anteile der Starwood Capital Group stieg er 2006 zum Vorsitzenden des Unternehmens auf. Außerdem sitzt er dem kalifornischen Spirituosen- und Weinkonzern Los Carneros AVA vor und ist Miteigentümer des Savoyer Weinguts Les Fils de René Quénard sowie Präsident und Generaldirektor der Samazeuilh in Galgon.
Taittinger wurde 1985 als Vertreter des Kantons Reims-1 in den Generalrat des Département Marne gewählt, dem er bis 1992 angehörte. Nach dem Tod Pierre Chevals übernahm er am 2. März 2016 seine Geschäfte als Vorsitzender des Vereins für das UNESCO-Welterbe Coteaux, Maisons et Caves de Champagne (Weinberge, Häuser und Kellereien der Champagne). Er organisierte am 10. Juli 2016, ein Jahr nach der Aufnahme der Region in die UNESCO-Welterbeliste (4. Juli 2015), einen Spaziergang durch das Weinbaugebiet der Champagne.
Im Juli 2016 kündigte Taittinger an, parteilos zur Präsidentschaftswahl in Frankreich 2017 anzutreten. Aus seiner Sicht befindet sich Frankreich in einem ökonomischen und sozialen „Krieg“. Er wollte Vollbeschäftigung und eine liberale Wirtschaftsordnung schaffen und hatte vor, sich während des Wahlkampfs von seinen Führungsposten zurückziehen. Wegen eines „ernsten persönlichen Ereignisses“ verzichtete er jedoch bereits 48 Stunden später auf die Kandidatur.
Taittinger ist mit Claire Flotard verheiratet und hat drei Kinder. Seine Tochter Vitalie Taittinger ist seit 2020 Präsidentin des Champagnerhauses.